# Sharon Washington
Sharon Washington (* in New York City, New York) ist eine US-amerikanische Schauspielerin und Dramatikerin. Bekannt ist sie vor allem durch ihre Rollen aus den Filmen Stirb langsam: Jetzt erst recht und Joker.

## Leben und Karriere
Sharon Washington stammt aus New York und ist Absolventin des Dartmouth College und der Yale University, die sie mit einem Master of Fine Arts abschloss. Seit Beginn ihrer Karriere arbeitet sie regelmäßig als Bühnendarstellerin. Sie trat unter anderem in Denver, Hartford, Philadelphia und in Louisville auf. In ihrer Heimatstadt tritt sie am Broadway und am Off-Broadway auf, sowie dem New York Shakespeare Festival. Mit Feeding the Drageon schrieb sie selbst ein Theaterstück, in dem sie auch mitspielte. Es wurde in Pittsburgh uraufgeführt und schaffte es anschließend auch an den Broadway. Washington selbst brachte es einen Audelco Award sowie Nominierungen für den Lucille Lortel Award und den Outer Critics Circle Award ein.
1989 trat sie mit einem Auftritt in der Serie Hawk erstmals vor der Kamera auf. 1992 spielte sie als Augusta eine Nebenrolle im Film Malcolm X. 1994 spielte sie als Jane eine zentrale Rolle in der dritten Staffel der Miniserie Fackeln im Sturm. 1995 folgte eine Nebenrolle in Stirb langsam: Jetzt erst recht. Weitere Nebenrollen übernahm sie anschließend in Waking the Dead, School of Rock, Das Gesicht der Wahrheit, Half Nelson, Michael Clayton und Das Leben vor meinen Augen. Ab 2009 trat sie in den Serien Damages – Im Netz der Macht, Criminal Intent – Verbrechen im Visier, NYC 22, Royal Pains, White Collar, The Blacklist, Blue Bloods – Crime Scene New York und Gotham in Gastrollen auf.
Zwischen 2012 und 2014 spielte sie als Lena eine Nebenrolle in der Serie Hustling. 2015 wirkte sie in Noah Baumbachs Mistress America mit. 2018 war sie als Judith in der Miniserie The Looming Tower zu sehen. In Todd Phillips’ Publikumserfolg Joker stellte sie 2019 eine Sozialarbeiterin dar.
Neben ihrer Schauspieltätigkeit vor der Kamera und auf der Bühne leiht sie auch hin und wieder Videospielfiguren ihre Stimme oder wird als Erzählerin für Dokumentationen und als Hörspielsprecherin besetzt.

## Filmografie (Auswahl)
- 1989: Hawk (Fernsehserie, Episode 1x08)
- 1992: Malcolm X
- 1993: Tödliche Sucht (Blind Spot, Fernsehfilm)
- 1994: Fackeln im Sturm (Heaven or Hell, Miniserie, 3 Episoden)
- 1994–2006: Law & Order (Fernsehserie, 4 Episoden)
- 1995: Stirb langsam: Jetzt erst recht (Die Hard With a Vengeance)
- 1996: New York Undercover (Fernsehserie, Episode 3x04)
- 1996: Tödliche Weihnachten (The Long Kiss Goodnight)
- 1997: Cosby (Fernsehserie, Episode 1x21)
- 1998: Trinity (Fernsehserie, Episode 1x02)
- 1999: Das Geständnis (The Confession)
- 2000: Waking the Dead
- 2000: Lisa Picard Is Famous
- 2000–2016: Law & Order: Special Victims Unit (Fernsehserie, 7 Episoden)
- 2001: 3 A.M.
- 2003: School of Rock
- 2006: Das Gesicht der Wahrheit (Freedomland)
- 2006: Half Nelson
- 2007: Michael Clayton
- 2007: Das Leben vor meinen Augen (The Life Before Her Eyes)
- 2009: Damages – Im Netz der Macht (Damages, Fernsehserie, 2 Episoden)
- 2009: Criminal Intent – Verbrechen im Visier (Criminal Intent, Fernsehserie, Episode 8x07)
- 2009: Royal Pains (Fernsehserie, 2 Episoden)
- 2010: An Invisible Sign
- 2010: Rocksteady
- 2012: NYC 22 (Fernsehserie, Episode 1x8)
- 2012: Das Bourne Vermächtnis (The Bourne Legacy)
- 2012: White Collar (Fernsehserie, Episode 4x07)
- 2012–2014: Hustling (Fernsehserie, 9 Episoden)
- 2013: Golden Boy (Fernsehserie, Episode 1x01)
- 2013: The Blacklist (Fernsehserie, Episode 1x04)
- 2013: Torn
- 2014: Blue Bloods – Crime Scene New York (Blue Bloods, Fernsehserie, Episode 4x14)
- 2014–2015: Gotham (Fernsehserie, 2 Episoden)
- 2015: Mistress America
- 2016: Wiener Dog
- 2018: The Looming Tower (Miniserie, 7 Episoden)
- 2018: Seaside
- 2018: Die Berufung – Ihr Kampf für Gerechtigkeit (On the Basis of Sex)
- 2019: The Code (Fernsehserie, 2 Episoden)
- 2019: The Kitchen – Queens of Crime (The Kitchen)
- 2019: City on a Hill (Fernsehserie, 3 Episoden)
- 2019: Joker
- 2019: Madam Secretary (Fernsehserie, Episode 6x06)
- 2020: For Life (Fernsehserie, Episode 1x04)
- 2021: Down with the King
- 2022: Bull (Fernsehserie)
- 2024: Joker: Folie à Deux